# Dmitrij Petrovitj Golitsyn
Dmitrij Petrovitj Golitsyn, född 1860, död 1919, var en rysk romanförfattare.
Golitsyn skrev under pseudonymen Muravlin åtskilliga skisser och romaner, av vilka några utkommit i svensk översättning, däribland Pängar (1890) och Utan kärlek (1896).